# Samson (géant d'Ath)
Pour les articles homonymes, voir Samson (homonymie).
Samson est un géant processionnel du cortège dominical de la Ducasse d'Ath, en Belgique, introduit dans la procession en 1679.

## Description
- Poids :  121,5 kg
- Taille : 4,30 m[1]
- Bicorne noir à liseré doré, cocarde tricolore belge, plumet rouge, colonne en imitation marbre, toile peinte tendue sur des lattes fixées à une base en bois, mâchoire d'âne brune, habit bleu à parement rouge et petite basque rouge divisée en deux pans, épaulettes à franges rouges, boutons de cuivre, gilet blanc et plastron noir. Les gants sont brun clair (autrefois jaunes), la jupe bleue, les cheveux noirs, la moustache et la barbiche, de type Napoléon III. Alors que la tête et le haut du buste des autres géants sont sculptés dans le tilleul, Samson a seulement la face avant du visage en bois.

## Historique
Samson fut introduit dans le cortège de la Ducasse d'Ath en 1679 comme géant de la confrérie des canonniers. Dans les comptes de la massarderie de cette année on peut lire que le magistrat de la ville octroie une somme d'argent « aux confrères de sainte-Marguerite canoniers... pour faire le Samson en posture ». Il n'est pas impossible qu'un géant Samson participait à la procession, peut-être dès le XVe siècle, mais sans aucune preuve formelle.
Détruit en 1794 avec les autres géants par le régime français, il réapparaît lors de la reprise de la procession en 1806.
Depuis le XIXe siècle, il est vêtu en soldat français comme ses accompagnateurs, le groupe des Bleus. Issu de la Bible, Samson porte la colonne du temple de Dagon et la mâchoire d’âne.
Il est accompagné par la Royale Union des Fanfares Sainte Cécile de Moulbaix-Ligne depuis 1969.

## Galerie
- Samson danse sur la Grand-Place d'Ath, en 2006

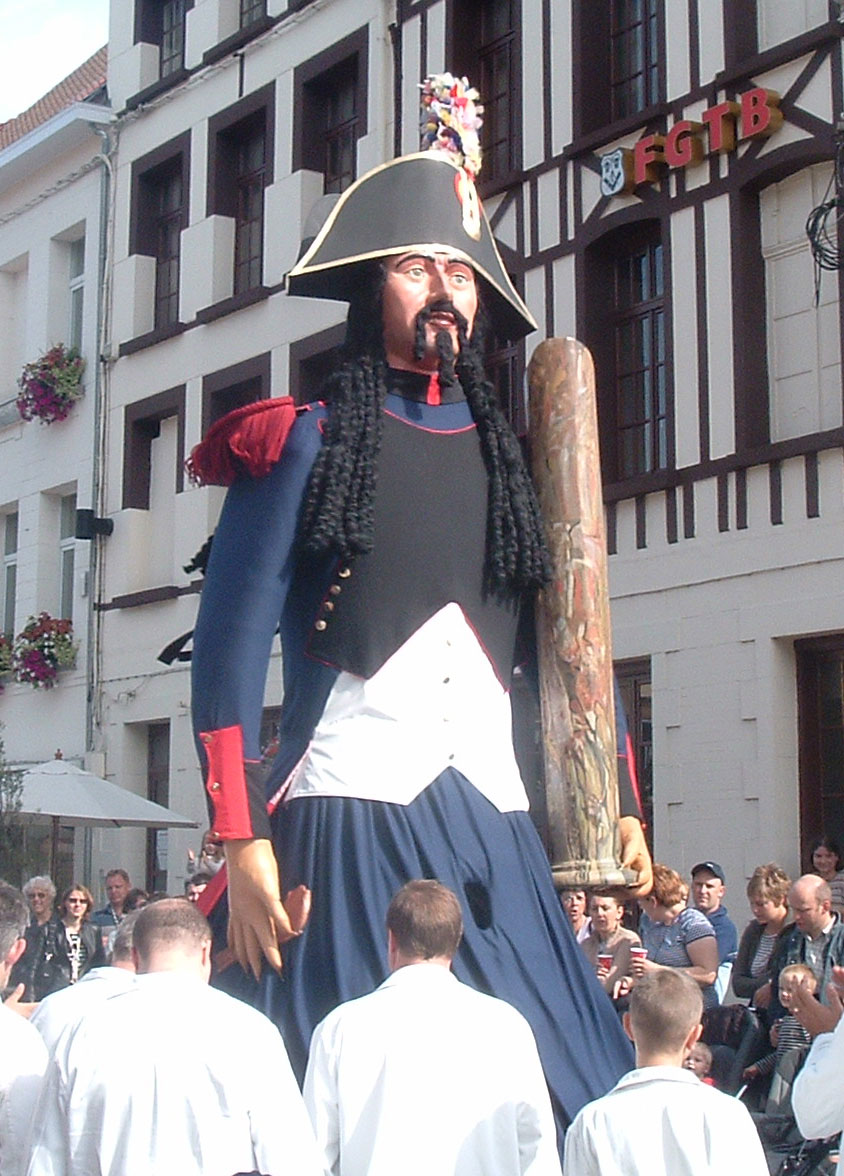
Samson
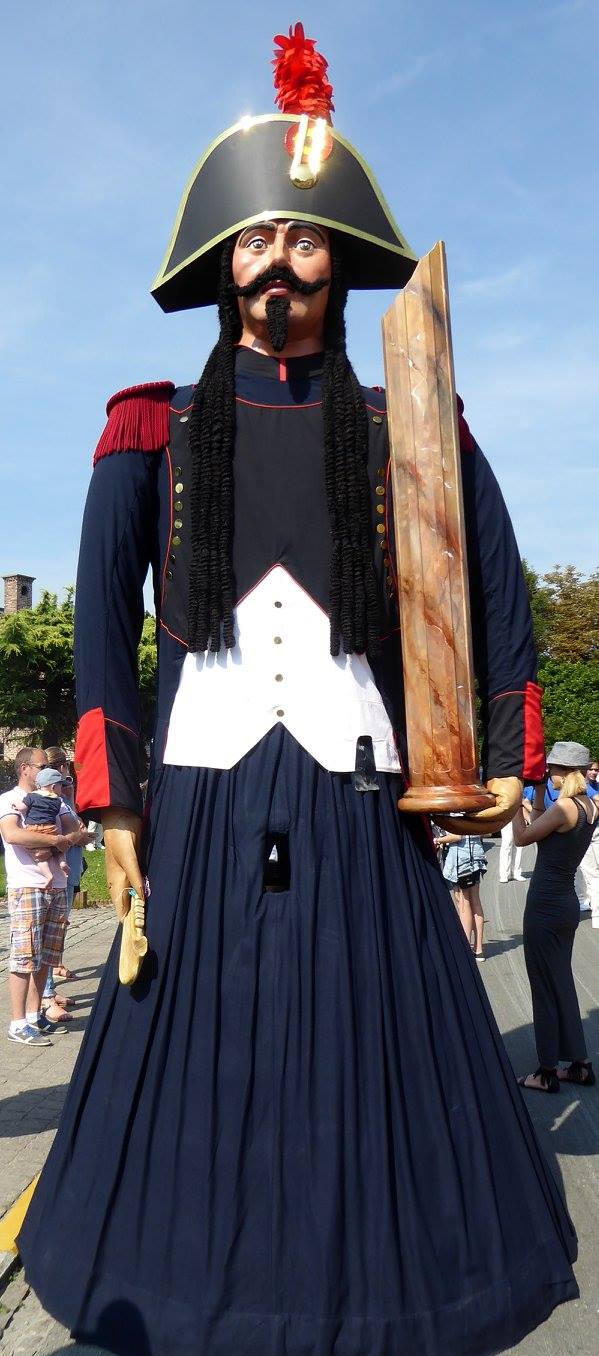
Samson en 2018
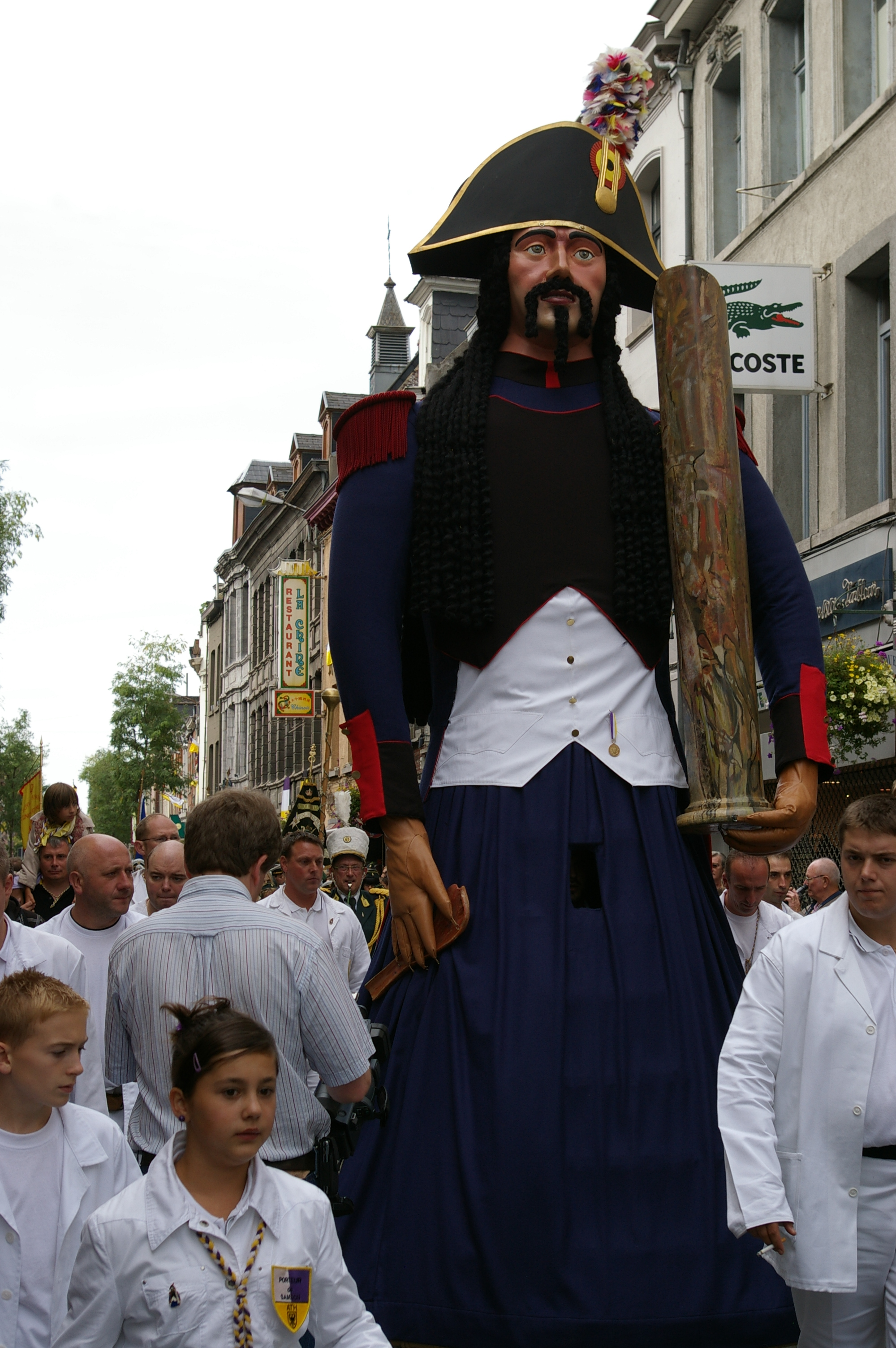
Samson en 2008
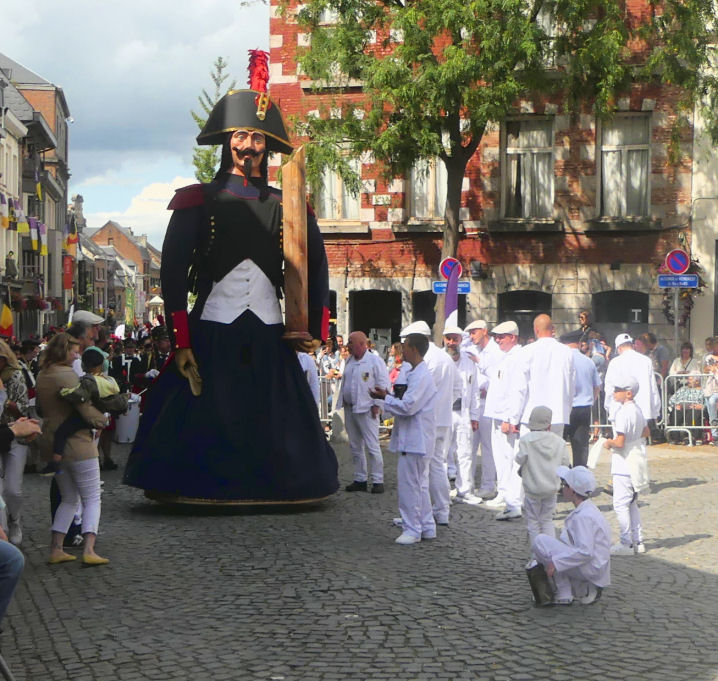
Samson en 2023